# CommonJS
CommonJS est un projet visant à développer une API pour la création de programmes JavaScript pouvant être exécutés en dehors d'un navigateur Web. L'objectif est de rendre ces programmes portables sur divers interpréteurs et environnements d'exécution qui implémentent la norme CommonJS.
Par exemple, les implémentations de JavaScript habituellement en œuvre dans les navigateurs Web (SpiderMonkey, JScript, etc.) n'ont pas de méthode standardisée d'accès au système de fichiers.

## Utilisations
Un environnement implémentant l'API CommonJS permet d'écrire de façon standardisée, en JavaScript :
- du code côté serveur (cf. Node.js) ;
- des applications graphiques ;
- des outils en ligne de commande ;
- etc.